# Washington Wizards
I Washington Wizards sono una delle trenta squadre di pallacanestro che militano nel massimo campionato professionistico statunitense, la National Basketball Association.

## Storia della franchigia

### Anni sessanta

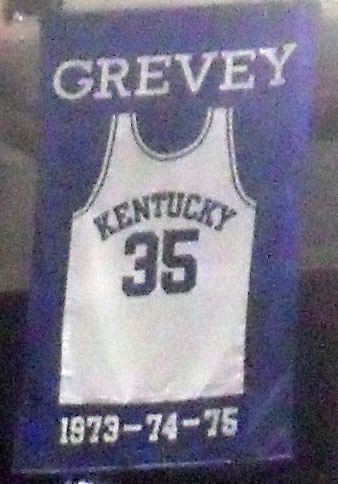
La divisa di Kevin Grevey

La squadra oggi conosciuta come Wizards nacque come Chicago Packers nella stagione 1961-62. La stagione seguente cambiò il nome in Chicago Zephyrs e quella ancora successiva si spostò a Baltimora, chiamandosi Baltimore Bullets; nel loro primo anno a Baltimora la squadra finì quarta su cinque squadre della Western Division. Prima della stagione 1964–65 la franchigia organizzò uno scambio con i Detroit Pistons mandandovi Terry Dischinger, Rod Thorn e Don Kojis in cambio di Bailey Howell, Don Ohl, Bob Ferry e Wali Jones. Lo scambio fu proficuo ed Howell aiutò i Bullets a raggiungere i playoffs per la prima volta nella storia della franchigia: dove batterono i St. Louis Hawks per 3–1, avanzando alle Western Conference Finals; nelle finali persero la serie contro i Los Angeles Lakers per 4–2 dopo che alla fine delle prime quattro partite le due squadre erano in parità nella serie. Alla fine degli anni sessanta i Bullets scelsero al draft due futuri Hall of Famers: Earl Monroe e Wes Unseld: la squadra migliorò, passando a 57 vittorie nella stagione 1968–69 dalle 36 della stagione precedente; Unseld ricevette i premi Rookie of the Year e Most Valuable Player. I Bullets raggiunsero i playoffs dove furono eliminati dai New York Knicks al primo round; la stagione seguente le due franchigie s'incontrarono di nuovo e questa serie si concluse dopo sette gare, con i Knicks vittoriosi di nuovo.

### Anni settanta
Nella stagione 1970–71 i Bullets incontrarono di nuovo i Knicks, stavolta nell'Eastern Conference Finals. Con il capitano dei Knicks Willis Reed infortunato per le finali, i Bullets vinsero 93–91 in gara-7 al Madison Square Garden di New York, arrivando alle loro prime finali NBA, dove furono battuti in quattro gare dai Milwaukee Bucks dei futuri hall-of-famers Kareem Abdul-Jabbar (conosciuto all'epoca come Lew Alcindor) ed Oscar Robertson. Anche dopo le cessioni di Earl Monroe (ai Knicks) e Gus Johnson (ai Suns), i Bullets restarono candidati ai playoff; dopo una stagione 1971–72 meno positiva la squadra migliorò acquisendo Elvin Hayes dagli Houston Rockets e scegliendo al draft Kevin Porter. I Bullets a dicembre realizzarono 10 vittorie e 4 sconfitte, vincendo il titolo della Central Division per il terzo anno consecutivo: affrontarono così i Knicks ai play-off del 1973, perdendo per la quarta volta. Quello stesso anno la squadra si spostò a Landover (nel Maryland) e divenne i Capital Bullets; cambiarono quindi il nome in Washington Bullets la stagione successiva. Nel 1973 la squadra giocò al Capital Centre (in seguito noto come USAir/US Airways Arena), inaugurato il 2 dicembre 1973 con una vittoria sui SuperSonics ma in quel periodo disputò ancora qualche gara a Baltimore. Nel 1975, con un risultato di 60 vittorie e 22 sconfitte (in casa il risultato fu di 36 vittorie e 5 sconfitte), i Bullets disputarono i playoffs: superarono il primo turno contro i Buffalo Braves dopo una serie di 7 partite, con entrambe le squadre vittoriose in casa. Nelle finali della Eastern Conference batterono i campioni in carica dei Boston Celtics in 6 gare, avanzando così alle finali NBA, nelle quali, pur essendo i favoriti, furono battuti dai Golden State Warriors in 4 gare, l'ultima in casa. Nella stagione 1977-78 vinsero il loro primo ed unico titolo NBA sconfiggendo in finale i Seattle SuperSonics per 4 a 3 dopo aver battuto nell'ordine gli Atlanta Hawks, i San Antonio Spurs e i Philadelphia 76ers. Arrivarono in finale anche la stagione successiva dove ritrovarono i Supersonics che stavolta però ebbero la meglio per 4 a 1.

### Anni novanta

Il logo dal 2007 al 2011

Il 15 maggio 1997, i Bullets presentarono al pubblico il nuovo nome e logo: il motivo della decisione fu che il nome "Bullets" (proiettili) era apparentemente troppo violento, oltre al fatto che Washington era una delle prime città d'America per tasso di criminalità. Sempre nello stesso anno si spostarono nel nuovo palazzetto, l'MCI Center di Washington, oggi rinominato Capital One Arena.
Dalla fine degli anni novanta fino al 2000 la squadra non ebbe molti successi e finì per non essere quasi più seguita fino al 2001, quando Michael Jordan, fino a quel momento comproprietario della franchigia, decise di dare una mano alla squadra tornando a giocare, rispolverando il suo n° 23. L'interesse mediatico per la squadra naturalmente andò alle stelle e per le due stagioni "jordaniane" all'MCI Center si registrò sempre il tutto esaurito.

### Anni duemila

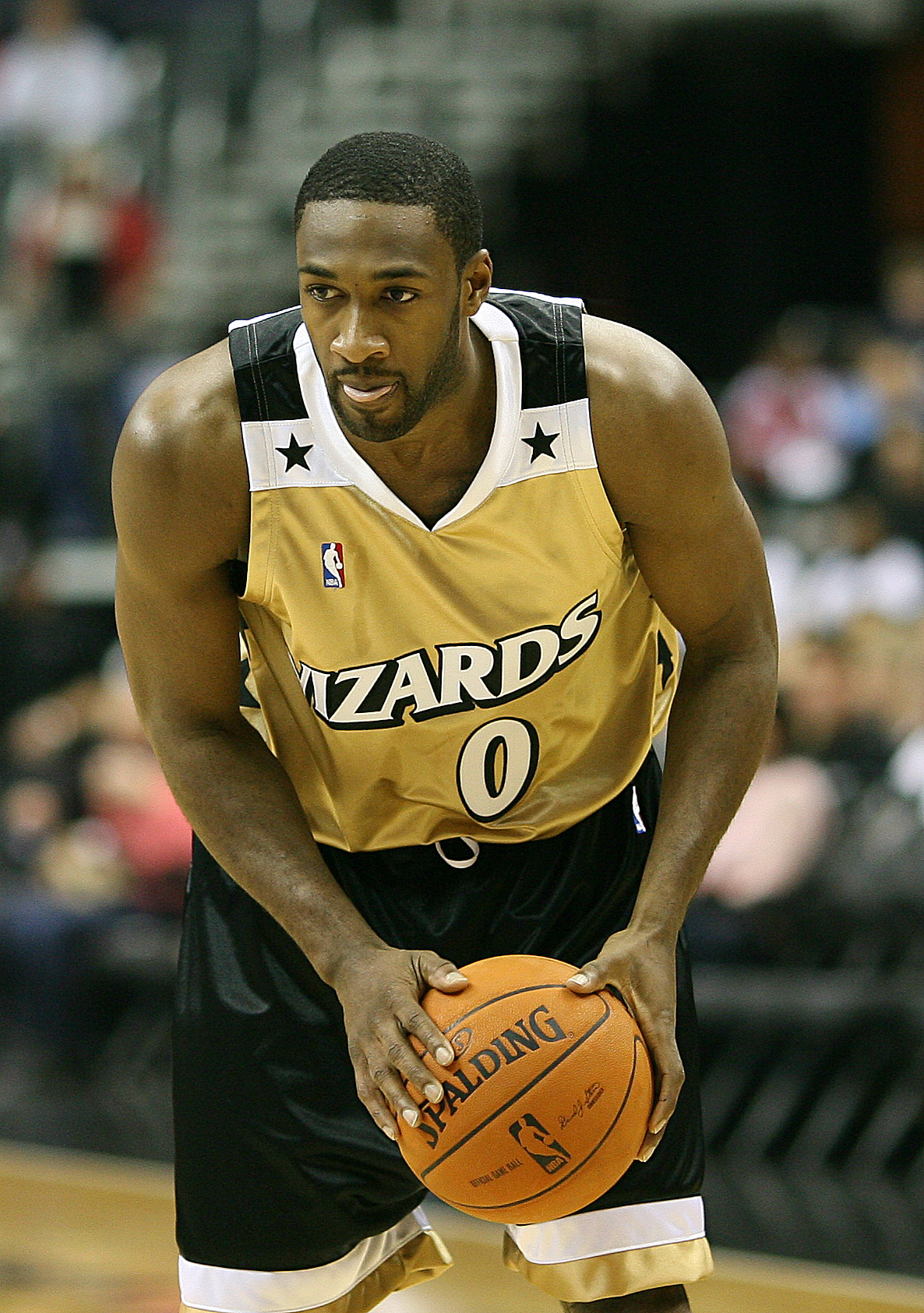
Gilbert Arenas

Nel 2003 arriva da Golden State Gilbert Arenas che diventerà l'uomo franchigia per i successivi 7 anni, la prima stagione tuttavia risulta deludente e i capitolini mancheranno ai playoffs. La stagione successiva, grazie anche all'esplosione del suo playmaker, la squadra torna alla post season arrivando fino alle semifinali di Conference dove vengono eliminati agevolmente dai Miami Heat. Anche i successivi 3 anni il team riesce a raggiunger i playoffs venendo però eliminato sempre al primo turno e sempre dal medesimo avversario, i Cleveland Cavaliers di LeBron James.
Nella stagione successiva, la 2008-09, il team della capitale eguaglia il record negativo del 2001, con appena 19 vittorie e ben 63 sconfitte. Anche la stagione seguente è molto deludente, ma la squadra si trova al centro dell'attenzione mediatica per la sospensione inflitta all'uomo franchigia Arenas il 6 gennaio 2010 in seguito al ritrovamento di armi da fuoco (seppur scariche) all'interno del suo armadietto nello spogliatoio, anche un altro giocatore dei Wizards ne è coinvolto, Javaris Crittenton, che verrà anch'egli sospeso e poi tagliato.

### L'avvento di John Wall

Il restyling del logo in seguito al ritorno ai colori classici. Utilizzato sino al 2015

Leonsis completa l'acquisizione dei Wizards e del Verizon Center in giugno (attraverso la Monumental Sports and Entertainment). Aveva già acquistato dalla famiglia Pollin i Washington Capitals e i Washington Mystics. Leonsis sceglie un approccio atto a privilegiare i tifosi per gestire la franchigia, ascoltando e rispondendo a tutte le preoccupazioni dei tifosi dei Wizards attraverso la sua e-mail e il suo sito web personali. Scrive poi un manifesto di 101 cambiamenti che spera di realizzare durante la sua proprietà, compreso il cambio di colorazione tornando al rosso, bianco e blu dell'era Bullets e, possibilmente, di rinominare anche la squadra "Bullets". Il presidente Ernie Grunfeld ha poi confermato che i colori della squadra torneranno ad essere rosso, bianco e blu dalla stagione 2011-12.
Pur avendo solo la 5° migliore possibilità di ottenere la prima scelta al draft 2010 (10,3% di probabilità), i Wizards riescono a vincere la lotteria e con la prima scelta assoluta scelgono il playmaker John Wall da Kentucky. I Wizards ingaggiano il tiratore dei Chicago Bulls Kirk Hinrich e acquisiscono i diritti di scelta di Kevin Séraphin in cambio dei diritti su Uladzimir Verameenka. In uno scambio il 18 dicembre i Wizards cedono lo storico leader Arenas agli Orlando Magic in cambio di Rashard Lewis (2 volte All-Star). Hinrich viene poi ceduto agli Atlanta Hawks in cambio di Mike Bibby, Jordan Crawford, Maurice Evans e una prima scelta al draft 2011 (che poi sarà Chris Singleton); tuttavia Bibby dopo due partite rescinde il suo contratto e viene ingaggiato dai Miami Heat. I Wizards concludono con un bilancio di 23-59, concludendo ancora una volta ai margini della Southeast Division.

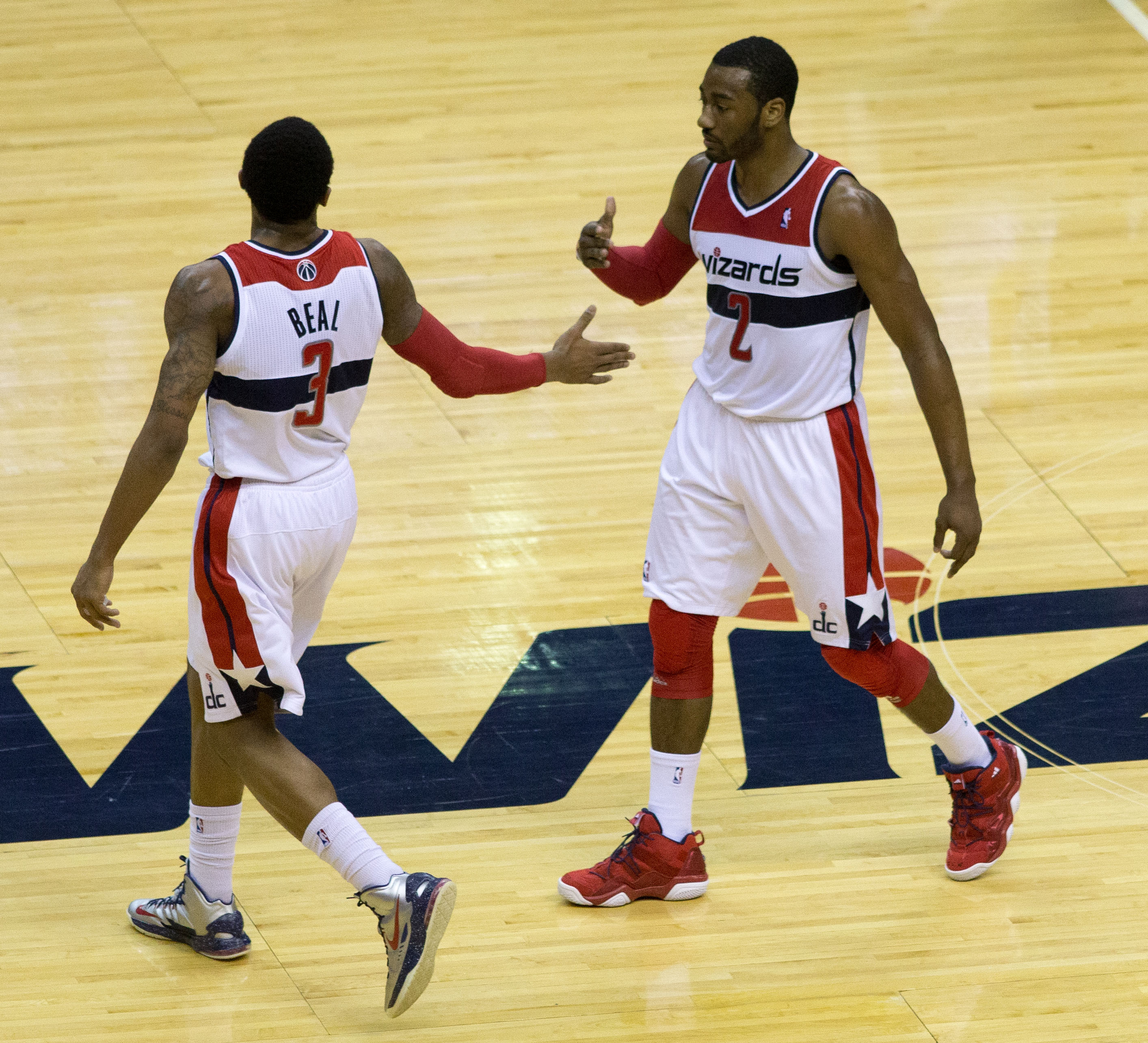
Bradley Beal e John Wall

Il 10 maggio i Wizards presentano la nuova colorazione, le nuove maglie e il nuovo logo. David Safren, Pat Sullivan e Michael Glazer sono stati i progettisti delle nuove maglie, che comprendono il Monumento a Washington in tre dei loro loghi. La squadra torna così ai suoi tradizionali colori: rosso, bianco e blu. Le uniformi sono molto simili a quelle degli anni di gloria usate tra gli anni '70 e i primi anni '80. Leonsis dichiarò che la stretta somiglianza con le uniformi dei Bullets era intenzionale; le nuove maglie non hanno alcun riferimento al tema dei Wizards se non il nome scritto davanti.
La prima stagione dei Wizards con i nuovi colori è ricca di eventi. Dopo una brutta partenza l'allenatore Flip Saunders viene licenziato e al suo posto viene scelto l'assistente allenatore Randy Wittman. Il 15 marzo prendono parte ad una trade a tre squadre nella quale cedono JaVale McGee e Ronny Turiaf ai Denver Nuggets e Nick Young ai Los Angeles Clippers in cambio di Brian Cook, ma soprattutto del centro Nenê. Dopo aver chiuso la stagione con 6 vittorie consecutive i Wizards chiudono con un bilancio di 20-46 (stagione accorciata a causa del Lockout NBA), secondo peggior record ampiamente sopra il 7-59 degli Charlotte Bobcats, che chiudono con la più bassa percentuale di vittorie nella storia della NBA (0,106).
In vista della stagione 2012-13 i Wizards cedono Lewis e una scelta ai New Orleans Hornets in cambio di Trevor Ariza (già vincitore di un titolo NBA da titolare con i Los Angeles Lakers) ed Emeka Okafor (Rookie of the Year nel 2005). Nel draft 2012 i Wizards selezionano Bradley Beal e Tomáš Satoranský. Il 17 luglio 2012 i Wizards tagliano Andray Blatche. A causa anche di un infortunio che ha fatto perdere a Wall tutta la prima parte della stagione, i Wizards chiudono con un bilancio di 29-53, ancora una volta fuori dai play-off.
Nella stagione 2013-14 i Wizards scelgono Otto Porter come terza scelta assoluta, mentre la stagione regolare vede i Wizards quinti nella Eastern Conference che li qualifica ai Play Offs. Il primo turno li vede contrapposti ai Chicago Bulls che vengono eliminati 4-1, ottenendo l'accesso alle semifinali che però vedrà Wall e compagni eliminati per 4-2 dai Pacers. La stagione 2014-15 è la replica della precedente, con il quinto posto in stagione regolare e l'eliminazione alle semifinali per mano degli Atlanta Hawks per 4-2.
La stagione 2015-16 si rivela deludente con la squadra della capitale che chiude al decimo posto della Eastern Conference che non permette l'accesso ai Play-Off, dovuto anche a un infortunio patito da Beal.
Nonostante la buona rosa e le grandi prestazioni alterne da parte dei suoi giocatori, con Beal spesso sopra i 30 punti con 42 alla prima di campionato e il career high di Wall con i Magic (52), i Wizards non cominciano bene la stagione 2016-17, viaggiando fino a gennaio al di sotto del 50%, tuttavia John Wall viene eletto giocatore del mese di Dicembre a Est. Nel mese di gennaio i maghi mettono a referto un record, cominciato a dicembre, di 19-9, il migliore ad est, che dopo il disastroso avvio (2-8 di record) lanciano i capitolini a lottare per ottenere il fattore campo ai play-offs, con un record di 26-20 ottenuto dopo la vittoria sugli Hawks il 27 gennaio 2017. Quest'evoluzione di gioco è dovuta alle grandi prestazioni di Wall (convocato all'All-Star game), Beal e alla straordinaria efficienza al tiro di Porter (miglior percentuale da 3 della lega). Grazie alla vittoria sui Los Angeles Lakers del 29 marzo 2017, i Wizards si laureano campioni della Southeast Division per la prima volta dal 1979. Chiudono la regular season con un record di 49-33, 4° ad est e con John Wall che chiude con una doppia doppia di media stagionale (23,1 punti e 10,7 assist per partita). Il primo turno di Playoff vede la squadra della capitale fronteggiare gli Hawks: avanti 2-0 vengono raggiunti sul 2-2 salvo poi vincere la serie per 4-2. Nelle semifinali di conference affrontano i Boston Celtics che sfruttano il fattore campo portandosi sul 2-0, tuttavia in gara 3 e 4 a Washington gli ex Bullets pareggiano le serie, ma in gara 5 a Boston sono i verdi a vincere ottenendo così il primo match point da giocarsi al Verizon in gara 6, che sarà combattutissima; i Celtics conducono per 91-89 fino a 3 secondi dalla fine quando Wall centra la tripla del definitivo 92-91 in favore dei Wizards forzando gara 7. La bella si gioca al TD Garden e vedrà la vittoria dei verdi negando così l'accesso alle Finali di Conference alla squadra capitolina.
La stagione 2017/18 è la definiva consacrazione anche per Bradley Beal, infatti la guardia classe '93 riceverà la prima convocazione per l'All Star Game, così come anche per il compagno di backcourt John Wall alla quinta convocazione consecutiva. La franchigia capitolina si piazza stabilmente tra il quarto e quinto posto della Eastern Conference, salvo poi concludere con l'ottavo record. Ai Playoff vengono sconfitti in 6 gare dai Toronto Raptors.
La stagione 2018-19 si rivela fallimentare per i Wizards, partiti con grandi proclami da parte del loro capitano, John Wall, che fissava come obbiettivo le finali di Conference. Tuttavia la stagione, anche a causa degli acciacchi e poi di un grave infortunio patito allo stesso Wall, che gli fa concludere la stagione a febbraio, vede un'involuzione da parte dei maghi che vedrà la squadra della capitale in prossimità del treno Playoff per tutto il tempo, però senza mai realmente essere in corsa per essi, nonostante le grandi prestazioni di Bradley Beal, one man show degli Wizards.

## Arena
- International Amphitheatre (1961–1962)
- Chicago Coliseum (1962–1963)
- Baltimore Civic Center (1963–1973, alcuni incontri anche durante gli anni 1990)
- US Airways Arena (1973–novembre 1997)
- Capital One Arena (dicembre 1997–presente)

## Evoluzione divisa
| 1997-2012 c | 1997-2012 t | 2012-oggi c | 2012-oggi t |

## Squadra attuale
| \| Pos. \| Num. \| Naz. \| Nome \| Altezza \| Peso \| Data nascita \| Provenienza \| \| ---- \| ---- \| ---- \| ------------------ \| ------- \| ------ \| ------------ \| ------------- \| \| AP \| 0 \| \| Coulibaly, Bilal \| 198 cm \| 88 kg \| 26-07-2004 \| Francia \| \| AG/C \| 00 \| \| Vukčević, Tristan \| 213 cm \| 104 kg \| 11-03-2003 \| Serbia \| \| AP \| 1 \| \| Whitmore, Cam \| 201 cm \| 104 kg \| 08-07-2004 \| Villanova \| \| G \| 3 \| \| McCollum, C.J. \| 191 cm \| 86 kg \| 19-09-1991 \| Lehigh \| \| AP \| 4 \| \| Martin, Jaylen \| 198 cm \| 98 kg \| 28-01-2004 \| FSUS (FL) \| \| G \| 5 \| \| Johnson, AJ \| 196 cm \| 73 kg \| 01-12-2004 \| Australia \| \| G \| 7 \| \| Carrington, Bub \| 198 cm \| 86 kg \| 21-07-2005 \| Pittsburgh \| \| AP \| 9 \| \| Champagnie, Justin \| 198 cm \| 91 kg \| 29-06-2001 \| Pittsburgh \| \| G \| 12 \| \| Johnson, Tre \| 198 cm \| 86 kg \| 07-03-2006 \| Texas \| \| G \| 15 \| \| Brogdon, Malcolm \| 193 cm \| 104 kg \| 11-12-1992 \| Virginia \| \| AG \| 16 \| \| Gill, Anthony \| 201 cm \| 104 kg \| 17-10-1992 \| Virginia \| \| AP \| 18 \| \| George, Kyshawn \| 203 cm \| 91 kg \| 12-12-2003 \| Miami \| \| C \| 20 \| \| Sarr, Alexandre \| 213 cm \| 93 kg \| 26-04-2005 \| Francia \| \| AP \| 21 \| \| Thor, JT \| 206 cm \| 92 kg \| 26-08-2002 \| Auburn \| \| G \| 22 \| \| Branham, Malaki \| 193 cm \| 82 kg \| 12-05-2003 \| Ohio State \| \| AP \| 24 \| \| Kispert, Corey \| 201 cm \| 100 kg \| 03-03-1999 \| Gonzaga \| \| AP \| 27 \| \| Riley, Will \| 203 cm \| 84 kg \| 10-02-2006 \| Illinois \| \| G \| 30 \| \| Watkins, Jamir \| 201 cm \| 95 kg \| 06-07-2001 \| Florida State \| \| AP \| 32 \| \| Middleton, Khris \| 201 cm \| 101 kg \| 12-08-1991 \| Texas A&M \| \| AP \| 35 \| \| Bagley, Marcus \| 198 cm \| 98 kg \| 23-10-2001 \| Arizona State \| \| G \| \| \| Wesley, Blake \| 193 cm \| 84 kg \| 16-03-2003 \| Notre Dame \| | Allenatore - Brian Keefe Assistente/i - Alexis Ajinça - JJ Outlaw - Brian Randle - David Vanterpool - T.J. Sorrentine - Adam Caporn Legenda - (C) Capitano - (FA) Free agent - (S) Sospeso - (TW) Contratto Two-way - (GL) Assegnato a squadra G League affiliata - Infortunato Roster • Transazioni · Ultima transazione: 10 luglio 2025 |                        |                    |         |        |              |               |
| Pos. | Num. | Naz.                   | Nome               | Altezza | Peso   | Data nascita | Provenienza   |
| AP | 0 | Francia (bandiera)     | Coulibaly, Bilal   | 198 cm  | 88 kg  | 26-07-2004   | Francia       |
| AG/C | 00 | Serbia (bandiera)      | Vukčević, Tristan  | 213 cm  | 104 kg | 11-03-2003   | Serbia        |
| AP | 1 | Stati Uniti (bandiera) | Whitmore, Cam      | 201 cm  | 104 kg | 08-07-2004   | Villanova     |
| G | 3 | Stati Uniti (bandiera) | McCollum, C.J.     | 191 cm  | 86 kg  | 19-09-1991   | Lehigh        |
| AP | 4 | Stati Uniti (bandiera) | Martin, Jaylen     | 198 cm  | 98 kg  | 28-01-2004   | FSUS (FL)     |
| G | 5 | Stati Uniti (bandiera) | Johnson, AJ        | 196 cm  | 73 kg  | 01-12-2004   | Australia     |
| G | 7 | Stati Uniti (bandiera) | Carrington, Bub    | 198 cm  | 86 kg  | 21-07-2005   | Pittsburgh    |
| AP | 9 | Stati Uniti (bandiera) | Champagnie, Justin | 198 cm  | 91 kg  | 29-06-2001   | Pittsburgh    |
| G | 12 | Stati Uniti (bandiera) | Johnson, Tre       | 198 cm  | 86 kg  | 07-03-2006   | Texas         |
| G | 15 | Stati Uniti (bandiera) | Brogdon, Malcolm   | 193 cm  | 104 kg | 11-12-1992   | Virginia      |
| AG | 16 | Stati Uniti (bandiera) | Gill, Anthony      | 201 cm  | 104 kg | 17-10-1992   | Virginia      |
| AP | 18 | Svizzera (bandiera)    | George, Kyshawn    | 203 cm  | 91 kg  | 12-12-2003   | Miami         |
| C | 20 | Francia (bandiera)     | Sarr, Alexandre    | 213 cm  | 93 kg  | 26-04-2005   | Francia       |
| AP | 21 | Stati Uniti (bandiera) | Thor, JT           | 206 cm  | 92 kg  | 26-08-2002   | Auburn        |
| G | 22 | Stati Uniti (bandiera) | Branham, Malaki    | 193 cm  | 82 kg  | 12-05-2003   | Ohio State    |
| AP | 24 | Stati Uniti (bandiera) | Kispert, Corey     | 201 cm  | 100 kg | 03-03-1999   | Gonzaga       |
| AP | 27 | Canada (bandiera)      | Riley, Will        | 203 cm  | 84 kg  | 10-02-2006   | Illinois      |
| G | 30 | Stati Uniti (bandiera) | Watkins, Jamir     | 201 cm  | 95 kg  | 06-07-2001   | Florida State |
| AP | 32 | Stati Uniti (bandiera) | Middleton, Khris   | 201 cm  | 101 kg | 12-08-1991   | Texas A&M     |
| AP | 35 | Stati Uniti (bandiera) | Bagley, Marcus     | 198 cm  | 98 kg  | 23-10-2001   | Arizona State |
| G | | Stati Uniti (bandiera) | Wesley, Blake      | 193 cm  | 84 kg  | 16-03-2003   | Notre Dame    |

## Record stagione per stagione
| Campione NBA | Campione di Conference | Campione di Division |

| Stagione              | V    | P    | %    | Play-off | Risultati                                                                                                |
| --------------------- | ---- | ---- | ---- | --- | --- |
| Chicago Packers       |      |      |      | | |
| 1961–62               | 18   | 62   | .225 | | |
| Chicago Zephyrs       |      |      |      | | |
| 1962–63               | 25   | 55   | .313 | | |
| Baltimore Bullets     |      |      |      | | |
| 1963–64               | 31   | 49   | .388 | | |
| 1964–65               | 37   | 43   | .463 | Vincono le semifinali di Division Perdono le finali di Division                                                  | Baltimore 3, St. Louis 1 LA Lakers 4, Baltimore 2                                                        |
| 1965–66               | 38   | 42   | .475 | Perdono le semifinali di Division                                                                                | St. Louis 3, Baltimore 0                                                                                 |
| 1966–67               | 20   | 61   | .247 | | |
| 1967–68               | 36   | 46   | .439 | | |
| 1968–69               | 57   | 25   | .695 | Perdono le semifinali di Division                                                                                | New York 4, Baltimore 0                                                                                  |
| 1969–70               | 50   | 32   | .610 | Perdono le semifinali di Division                                                                                | New York 4, Baltimore 3                                                                                  |
| 1970–71               | 42   | 40   | .512 | Vincono le semifinali di Conference Vincono le finali di Conference Perdono le finali NBA                        | Baltimore 4, Philadelphia 3 Baltimore 4, New York 3 Milwaukee 4, Baltimore 0                             |
| 1971–72               | 38   | 44   | .463 | Perdono le semifinali di Conference                                                                              | New York 4, Baltimore 2                                                                                  |
| 1972–73               | 52   | 30   | .634 | Perdono le semifinali di Conference                                                                              | New York 4, Baltimore 1                                                                                  |
| Capital Bullets       |      |      |      | | |
| 1973–74               | 47   | 35   | .573 | Perdono le semifinali di Conference                                                                              | New York 4, Capital 3                                                                                    |
| Washington Bullets    |      |      |      | | |
| 1974–75               | 60   | 22   | .732 | Vincono le semifinali di Conference Vincono le finali di Conference Perdono le finali NBA                        | Washington 4, Buffalo 3 Washington 4, Boston 2 Golden State 4, Wash. 0                                   |
| 1975–76               | 48   | 34   | .585 | Perdono le semifinali di Conference                                                                              | Cleveland 4, Washington 3                                                                                |
| 1976–77               | 48   | 34   | .585 | Vincono il primo turno Perdono le semifinali di Conference                                                       | Washington 2, Cleveland 1 Houston 4, Washington 2                                                        |
| 1977–78               | 44   | 38   | .537 | Vincono il primo turno Vincono le semifinali di Conference Vincono le finali di Conference Vincono le finali NBA | Washington 2, Atlanta 0 Washington 4, San Antonio 2 Washington 4, Philadelphia 2 Washington 4, Seattle 3 |
| 1978–79               | 54   | 28   | .659 | Vincono le semifinali di Conference Vincono le finali di Conference Perdono le finali NBA                        | Washington 4, Atlanta 3 Washington 4, San Antonio 3 Seattle 4, Washington 1                              |
| 1979–80               | 39   | 43   | .476 | Perdono il primo turno                                                                                           | Philadelphia 2, Washington 0                                                                             |
| 1980–81               | 39   | 43   | .476 | | |
| 1981–82               | 43   | 39   | .524 | Vincono il primo turno Perdono le semifinali di Conference                                                       | Washington 2, New Jersey 0 Boston 4, Washington 1                                                        |
| 1982–83               | 42   | 40   | .512 | | |
| 1983–84               | 35   | 47   | .427 | Perdono il primo turno                                                                                           | Boston 3, Washington 1                                                                                   |
| 1984–85               | 40   | 42   | .488 | Perdono il primo turno                                                                                           | Philadelphia 3, Washington 1                                                                             |
| 1985–86               | 39   | 43   | .476 | Perdono il primo turno                                                                                           | Philadelphia 3, Washington 2                                                                             |
| 1986–87               | 42   | 40   | .512 | Perdono il primo turno                                                                                           | Detroit 3, Washington 0                                                                                  |
| 1987–88               | 38   | 44   | .463 | Perdono il primo turno                                                                                           | Detroit 3, Washington 2                                                                                  |
| 1988–89               | 40   | 42   | .488 | | |
| 1989–90               | 31   | 51   | .378 | | |
| 1990–91               | 30   | 52   | .366 | | |
| 1991–92               | 25   | 57   | .305 | | |
| 1992–93               | 22   | 60   | .268 | | |
| 1993–94               | 24   | 58   | .293 | | |
| 1994–95               | 21   | 61   | .256 | | |
| 1995–96               | 39   | 43   | .476 | | |
| 1996–97               | 44   | 38   | .537 | Perdono il primo turno                                                                                           | Chicago 3, Washington 0                                                                                  |
| Washington Wizards    |      |      |      | | |
| 1997–98               | 42   | 40   | .512 | | |
| 1998–99               | 18   | 32   | .360 | | |
| 1999–00               | 29   | 53   | .354 | | |
| 2000–01               | 19   | 63   | .233 | | |
| 2001–02               | 37   | 45   | .451 | | |
| 2002–03               | 37   | 45   | .451 | | |
| 2003–04               | 25   | 57   | .305 | | |
| 2004–05               | 45   | 37   | .549 | Vincono il primo turno Perdono le semifinali di Conference                                                       | Washington 4, Chicago 2 Miami 4, Washington 0                                                            |
| 2005–06               | 42   | 40   | .512 | Perdono il primo turno                                                                                           | Cleveland 4, Washington 2                                                                                |
| 2006-07               | 41   | 41   | .500 | Perdono il primo turno                                                                                           | Cleveland 4, Washington 0                                                                                |
| 2007-08               | 43   | 39   | .524 | Perdono il primo turno                                                                                           | Cleveland 4, Washington 2                                                                                |
| 2008-09               | 19   | 63   | .232 | | |
| 2009-10               | 26   | 56   | .317 | | |
| 2010-11               | 23   | 59   | .280 | | |
| 2011-12               | 20   | 46   | .303 | | |
| 2012-13               | 29   | 53   | .354 | | |
| 2013–14               | 44   | 38   | .537 | Vincono il primo turno Perdono le semifinali di Conference                                                       | Washington 4, Chicago 1 Indiana 4, Washington 2                                                          |
| 2014-15               | 46   | 36   | .561 | Vincono il primo turno Perdono le semifinali di Conference                                                       | Washington 4, Toronto 0 Atlanta 4, Washington 2                                                          |
| 2015-16               | 41   | 41   | .500 | | |
| 2016-17               | 49   | 33   | .598 | Vincono il primo turno Perdono le semifinali di Conference                                                       | Washington 4, Atlanta 2 Boston 4, Washington 3                                                           |
| 2017-18               | 43   | 39   | .524 | Perdono il primo turno                                                                                           | Toronto 4, Washington 2                                                                                  |
| 2018-19               | 32   | 50   | .390 | | |
| 2019-20               | 25   | 47   | .347 | | |
| 2020-21               | 34   | 38   | .472 | Perdono il Play-in Game 7-8 Vincono il Play-in Game 8-9 Perdono il primo turno                                   | Boston 1, Washington 0 Washington 1, Indiana 0 Philadelphia 4, Washington 1                              |
| 2021-22               | 35   | 47   | .427 | | |
| 2022-23               | 35   | 47   | .427 | | |
| 2023-24               | 15   | 67   | .183 | | |
| 2024-25               | 18   | 64   | .220 | | |
| Totale Regular Season | 2290 | 2879 | .443 | | |
| Playoffs              | 99   | 138  | .418 | 1 Titolo NBA | 1 Titolo NBA                                                                                             |

## Giocatori

### Membri della NBA Basketball Hall of Fame
- Walt Bellamy
- Elvin Hayes
- Earl "The Pearl" Monroe
- Wes Unseld
- Moses Malone
- Bernard King
- Ralph Sampson
- Dave Bing
- Bailey Howell
- Michael Jordan
- Gus Johnson
- Ralph Sampson
- Mitch Richmond
- Spencer Haywood
- Bob Dandridge
- Chris Webber
- Ben Wallace
- Paul Pierce
- Slick Leonard (come allenatore)
- Rod Thorn (come contributore)
- Doug Collins (come contributore)

### Membri della FIBA Basketball Hall of Fame
- Andrew Gaze
- Michael Jordan
- Fabricio Oberto

### Numeri ritirati
| Numeri ritirati Washington Wizards |              |       |            |                  |      |
| Num.                               | Giocatore    | Ruolo | Stagione/i | Giorno ritiro    | Note |
| 10                                 | Earl Monroe  | G     | 1967-72    | 1 dicembre 2007  |      |
| 11                                 | Elvin Hayes  | F     | 1972-81    | 20 novembre 1981 |      |
| 25                                 | Gus Johnson  | F     | 1963-72    | 13 dicembre 1986 |      |
| 41                                 | Wes Unseld   | C     | 1968-81    | 3 novembre 1981  |      |
| 45                                 | Phil Chenier | G     | 1971-79    | 23 marzo 2018    |      |

- 6 - L'NBA ha ritirato il numero 6 per tutte le squadre l'11 agosto 2022 in onore di Bill Russell.

## Allenatori
| Legenda | Legenda                                                        |
| ------- | -------------------------------------------------------------- |
| PA      | Partite allenate                                               |
| V       | Vittorie                                                       |
| S       | Sconfitte                                                      |
| V%      | Percentuale di vittorie                                        |
|         | Ha trascorso l'intera sua carriera da allenatore con i Wizards |
|         | Eletto nella Basketball Hall of Fame                           |

Note: Statistiche aggiornate a fine stagione 2023-2024.
| Chicago Packers    |                    |           |     |     |     |      |    |    |    |      |                                  |        |
| 1                  | Jim Pollard        | 1961–1962 | 80  | 18  | 62  | .359 | —  | —  | —  | —    |                                  | [ 6 ]  |
| Chicago Zephyrs    |                    |           |     |     |     |      |    |    |    |      |                                  |        |
| 2                  | Jack McMahon       | 1962      | 38  | 12  | 26  | .316 | —  | —  | —  | —    |                                  | [ 7 ]  |
| 3                  | Bobby Leonard      | 1962      | 42  | 13  | 29  | .310 | —  | —  | —  | —    |                                  | [ 8 ]  |
| Baltimore Bullets  |                    |           |     |     |     |      |    |    |    |      |                                  |        |
| —                  | Bobby Leonard      | 1963–1964 | 122 | 31  | 49  | .388 | —  | —  | —  | —    |                                  | [ 8 ]  |
| 4                  | Buddy Jeannette    | 1964–1965 | 80  | 37  | 43  | .463 | 10 | 5  | 5  | .500 |                                  | [ 9 ]  |
| 5                  | Paul Seymour       | 1965–1966 | 80  | 38  | 42  | .475 | 3  | 0  | 3  | .000 |                                  | [ 10 ] |
| 6                  | Mike Farmer        | 1966      | 9   | 1   | 8   | .111 | —  | —  | —  | —    |                                  | [ 11 ] |
| —                  | Buddy Jeannette    | 1966      | 16  | 3   | 13  | .188 | —  | —  | —  | —    |                                  | [ 9 ]  |
| 7                  | Gene Shue          | 1966–1973 | 548 | 291 | 257 | .531 | 40 | 14 | 26 | .350 | 1968–69 Allenatore dell'anno NBA | [ 12 ] |
| Capital Bullets    |                    |           |     |     |     |      |    |    |    |      |                                  |        |
| 8                  | K. C. Jones        | 1973–1974 | 82  | 47  | 35  | .573 | 7  | 3  | 4  | .429 |                                  | [ 13 ] |
| Washington Bullets |                    |           |     |     |     |      |    |    |    |      |                                  |        |
| —                  | K. C. Jones        | 1974–1976 | 164 | 108 | 56  | .659 | 24 | 11 | 13 | .458 |                                  | [ 13 ] |
| 9                  | Dick Motta         | 1976–1980 | 328 | 185 | 143 | .564 | 51 | 27 | 24 | .529 | 1 titolo NBA (1978)              | [ 14 ] |
| —                  | Gene Shue          | 1980–1986 | 479 | 231 | 248 | .482 | 15 | 5  | 10 | .333 | 1981–82 Allenatore dell'anno NBA | [ 12 ] |
| 10                 | Kevin Loughery     | 1986–1988 | 122 | 57  | 65  | .467 | 8  | 2  | 6  | .250 |                                  | [ 15 ] |
| 11                 | Wes Unseld         | 1988–1994 | 547 | 202 | 345 | .369 | 5  | 2  | 3  | .400 |                                  | [ 16 ] |
| 12                 | Jim Lynam          | 1994–1997 | 210 | 82  | 128 | .390 | —  | —  | —  | —    |                                  | [ 17 ] |
| 13                 | Bob Staak          | 1997      | 1   | 0   | 1   | .000 | —  | —  | —  | —    |                                  | [ 18 ] |
| 14                 | Bernie Bickerstaff | 1997      | 35  | 22  | 13  | .628 | 3  | 0  | 3  | .000 |                                  | [ 19 ] |
| Washington Wizards |                    |           |     |     |     |      |    |    |    |      |                                  |        |
| —                  | Bernie Bickerstaff | 1997–1999 | 132 | 60  | 72  | .455 | —  | —  | —  | —    |                                  | [ 19 ] |
| 15                 | Jim Brovelli       | 1999      | 18  | 5   | 13  | .278 | —  | —  | —  | —    |                                  | [ 20 ] |
| 16                 | Gar Heard          | 1999–2000 | 44  | 14  | 30  | .318 | —  | —  | —  | —    |                                  | [ 21 ] |
| 17                 | Darrell Walker     | 2000      | 38  | 15  | 23  | .395 | —  | —  | —  | —    |                                  | [ 22 ] |
| 18                 | Leonard Hamilton   | 2000–2001 | 82  | 19  | 63  | .232 | —  | —  | —  | —    |                                  | [ 23 ] |
| 19                 | Doug Collins       | 2001–2003 | 164 | 74  | 90  | .451 | —  | —  | —  | —    |                                  | [ 24 ] |
| 20                 | Eddie Jordan       | 2003–2008 | 421 | 197 | 224 | .468 | 26 | 8  | 18 | .308 |                                  | [ 25 ] |
| 21                 | Ed Tapscott        | 2008–2009 | 71  | 18  | 53  | .254 | —  | —  | —  | —    |                                  | [ 26 ] |
| 22                 | Flip Saunders      | 2009–2012 | 181 | 51  | 130 | .282 | —  | —  | —  | —    |                                  | [ 27 ] |
| 23                 | Randy Wittman      | 2012–2016 | 377 | 178 | 199 | .472 | 21 | 12 | 9  | .571 |                                  | [ 28 ] |
| 24                 | Scott Brooks       | 2016–2021 | 390 | 183 | 207 | .469 | 24 | 10 | 14 | .417 |                                  | [ 29 ] |
| 25                 | Wes Unseld Jr.     | 2021–2024 | 207 | 77  | 130 | .372 | —  | —  | —  | —    |                                  | [ 30 ] |
| 26                 | Brian Keefe        | 2024–     | 39  | 8   | 31  | .205 | —  | —  | —  | —    |                                  |        |

## Leader di franchigia
Maiuscolo: giocatore ancora attivo ai Wizards.
Corsivo: giocatore ancora attivo, non con i Wizards.
Statistiche aggiornato al 28 dicembre 2023 
| Punti          | Punti  |
| Giocatore      | Punti  |
| -------------- | ------ |
| Elvin Hayes    | 15.551 |
| Bradley Beal   | 15.391 |
| Jeff Malone    | 11.083 |
| John Wall      | 10.879 |
| Wes Unseld     | 10.624 |
| Kevin Loughery | 9.833  |
| Gus Johnson    | 9.781  |
| Phil Chenier   | 9.778  |
| Walt Bellamy   | 9.020  |
| Gilbert Arenas | 8.930  |

| Partite giocate | Partite giocate |
| Giocatore       | Partite giocate |
| --------------- | --------------- |
| Wes Unseld      | 984             |
| Elvin Hayes     | 731             |
| Bradley Beal    | 695             |
| Greg Ballard    | 643             |
| Charles Jones   | 595             |
| Kevin Loughery  | 591             |
| Brendan Haywood | 579             |
| John Wall       | 573             |
| Gus Johnson     | 560             |
| Jeff Malone     | 548             |

| Rimbalzi        | Rimbalzi |
| Giocatore       | Rimbalzi |
| --------------- | -------- |
| Wes Unseld      | 13.769   |
| Elvin Hayes     | 9.305    |
| Gus Johnson     | 7.243    |
| Walt Bellamy    | 5.438    |
| Greg Ballard    | 4.094    |
| Antawn Jamison  | 3.735    |
| Marcin Gortat   | 3.697    |
| Brendan Haywood | 3.648    |
| Juwan Howard    | 3.448    |
| Jeff Ruland     | 3.285    |

| Assist         | Assist |
| Giocatore      | Assist |
| -------------- | ------ |
| John Wall      | 5.282  |
| Wes Unseld     | 3.822  |
| Bradley Beal   | 2.972  |
| Rod Strickland | 2.712  |
| Kevin Porter   | 2.593  |
| Kevin Loughery | 2.363  |
| Gilbert Arenas | 2.046  |
| Frank Johnson  | 1.961  |
| Michael Adams  | 1.844  |
| Darrell Walker | 1.707  |

| Palle rubate   | Palle rubate |
| Giocatore      | Palle rubate |
| -------------- | ------------ |
| John Wall      | 976          |
| Bradley Beal   | 772          |
| Greg Ballard   | 762          |
| Elvin Hayes    | 736          |
| Phil Chenier   | 667          |
| Gilbert Arenas | 636          |
| Wes Unseld     | 628          |
| Caron Butler   | 563          |
| Rod Strickland | 482          |
| Antawn Jamison | 469          |

| Stoppate         | Stoppate |
| Giocatore        | Stoppate |
| ---------------- | -------- |
| Elvin Hayes      | 1.558    |
| Charles Jones    | 1.051    |
| Manute Bol       | 908      |
| Brendan Haywood  | 865      |
| Rick Mahorn      | 557      |
| Pervis Ellison   | 492      |
| JaVale McGee     | 470      |
| Marcin Gortat    | 449      |
| Gheorghe Mureșan | 443      |
| Etan Thomas      | 407      |

## Palmarès
- Campionato NBA: 1

1978
- Titoli di Conference: 4

1971, 1975, 1978, 1979
- Titoli di Division: 8

1968-1969, 1970-1971, 1971-1972, 1972-1973, 1973-1974, 1974-1975, 1978-1979, 2016-2017

## Premi e riconoscimenti individuali
NBA Most Valuable Player Award
- Wes Unseld - 1969

Bill Russell NBA Finals Most Valuable Player Award
- Wes Unseld - 1978

NBA Rookie of the Year Award
- Ray Felix - 1954
- Walt Bellamy - 1962
- Terry Dischinger - 1963
- Earl Monroe - 1968
- Wes Unseld - 1969

NBA Most Improved Player Award
- Pervis Ellison - 1992
- Don MacLean - 1994
- Gheorghe Mureșan - 1996

NBA All-Star Game Most Valuable Player Award
- Dave Bing – 1976

NBA Coach of the Year Award
- Gene Shue - 1969, 1982

NBA Executive of the Year Award
- Bob Ferry - 1979, 1982

NBA Slam Dunk Contest
- John Wall - 2014

NBA Three-point Shootout
- Tim Legler - 1996

All-NBA First Team
- Earl Monroe - 1969
- Wes Unseld - 1969
- Elvin Hayes - 1975, 1977, 1979

All-NBA Second Team
- Gus Johnson - 1965, 1966, 1970, 1971
- Archie Clark - 1972
- Elvin Hayes - 1973, 1974, 1976
- Phil Chenier - 1975
- Bob Dandridge - 1979
- Moses Malone - 1987
- Rod Strickland - 1998
- Gilbert Arenas - 2007

All-NBA Third Team
- Bernard King - 1991
- Juwan Howard - 1996
- Gilbert Arenas - 2005, 2006
- John Wall - 2017
- Bradley Beal - 2021

NBA All-Defensive First Team
- Gus Johnson - 1970, 1971
- Bob Dandridge - 1979
- Larry Hughes - 2005

NBA All-Defensive Second Team
- Mike Riordan - 1973
- Elvin Hayes - 1975
- Manute Bol - 1986
- John Wall - 2015

NBA All-Rookie First Team
- Terry Dischinger - 1963
- Rod Thorn - 1964
- Gus Johnson - 1964
- Wali Jones - 1965
- Jack Marin - 1967
- Earl Monroe - 1968
- Wes Unseld - 1969
- Mike Davis - 1970
- Phil Chenier - 1972
- Nick Weatherspoon - 1974
- Mitch Kupchak - 1977
- Jeff Ruland- 1982
- Jeff Malone - 1984
- Tom Gugliotta - 1993
- John Wall - 2011
- Bradley Beal - 2013
- Alexandre Sarr - 2025

NBA All-Rookie Second Team
- Larry Stewart - 1992
- Juwan Howard - 1995
- Rasheed Wallace - 1996
- Courtney Alexander - 2001
- Jarvis Hayes - 2004
- Rui Hachimura - 2020
- Bub Carrington - 2025